# Bulbophyllum malachadenia
Bulbophyllum malachadenia es una especie de orquídea epifita originaria del Brasil.      

## Descripción
Es una  orquídea de tamaño mediano, de crecimiento cálido con hábitos epífitas que tiene  2 cm de distancia entre cada pseudobulbo ovoide que lleva una hoja lingüiforme que florece en el invierno en una inflorescencia basal, de 30 cm  de largo, con 5 flores.

## Distribución y hábitat
Se encuentra en   Sao Paulo y Río de Janeiro estados de Brasil. 

## Taxonomía
Bulbophyllum malachadenia fue descrita por Célestin Alfred Cogniaux  y publicado en Flora Brasiliensis 3(5): 596. 1898.
Etimología
Bulbophyllum: nombre genérico que se refiere a la forma de las hojas que es bulbosa.
malachadenia: epíteto latino que significa "con suaves y delicadas glándulas".
Sinonimia
- Malachadenia clavata Lindl.	[3][4]